# 大当たり
大当たり（おおあたり）
- 籤や賭博、占い、予想などで絞り込まれた範囲に的中すること。
  - パチンコ・パチスロにて、台に搭載された内部プログラムによる抽選で当選した、最高役のこと。外部リンク参照[1][2][リンク切れ]。
- 野球で安打が多発すること。「この選手、今日は大当たりだ。（ = ヒットをたくさん打っている。）」という使い方をする。
- 映画やポピュラー音楽、商売などで大成功を収めること。